# Pracuúba
 Pracuúba es un municipio de Brasil situado en el centro del estado de Amapá.
Su población estimada en 2006 es de 2.926 habitantes y una extensión de 4.957 km², lo que da una densidad de población de 0,52 hab/km².
Limita con los municipios de Amapá al norte y este, Tartarugalzinho al sudeste, Ferreira Gomes al sur y Calçoene al noroeste.
La localidad fue fundada en 1906 y perteneció a Amapá (municipio) hasta que se separó en 1993.
- Datos: Q1772625
- Multimedia: Pracuúba / Q1772625